# James Deetz
James Deetz (* 8. Februar 1930; † 25. November 2000) war ein bedeutender Vertreter der Historischen Archäologie in den USA.
Deetz promovierte 1960 an der Harvard University. Danach war er Professor für Anthropologie an der University of California in Santa Barbara, Brown University und der University of Virginia.
Seine Arbeitsschwerpunkte lagen in Virginia und New England, doch führte er auch Projekte in Südafrika durch.
Besonders engagiert war er seit 1961 in der Plymouth Plantation in Plymouth, Massachusetts.
Sein Interesse galt der Kulturveränderung, wobei er auf den Kulturbegriff von Walter Taylor zurückgriff, der Kultur als ein nicht direkt beobachtbares gedankliches Konstrukt sah, das jedoch anhand seiner Äußerungen, wie Ritual, Sozialstruktur oder materieller Kultur greifbar wird. Für Deetz war es eine Leitfrage, wie sich kultureller Wandel in archäologischen Quellen widerspiegelt, welche Aspekte der Geschichte archäologische Quellen erschließen und welche Aspekte keinen Niederschlag in der schriftlichen Überlieferung fanden.

## Publikationen (Auswahl)
- Deetz 2000: The Times of Their Lives: Life, Love, and Death in Plymouth Colony (with Patricia Scott Deetz). New York: W.H. Freeman.
- Deetz 1996: In Small Things Forgotten: An Archaeology of Early American Life. (expanded and revised edition). New York: Anchor, Doubleday.
- Deetz 1993: Flowerdew Hundred: The Archaeology of a Virginia Plantation, 1619- 1864. Charlottesville: University Press of Virginia.
- Deetz 1990: The Transformation of British Culture in the Eastern Cape, 1820-1860 (with Margot Winer). Social Dynamics vol. 16 no.1 pp. 55-75.
- Deetz 1988: American Historical Archaeology: Methods and Results. Science vol. 239, January 22: 362-7.
- Deetz 1988: History and Archaeological Theory: Walter Taylor Revisited. American Antiquity 53(1):13-22.
- Deetz 1977: In Small Things Forgotten: The Archaeology of Early American Life. New York: Doubleday.

## Nachruf
- Antiquity Juni 2001 (M. Beaudry)

## Web Site
- The Plymouth Colony Archive Project

| Personendaten    | Personendaten                  |
| ---------------- | ------------------------------ |
| NAME             | Deetz, James                   |
| KURZBESCHREIBUNG | US-amerikanischer Anthropologe |
| GEBURTSDATUM     | 8. Februar 1930                |
| STERBEDATUM      | 25. November 2000              |